# Cratere Warhol
Warhol  è un cratere sulla superficie di Mercurio.